# Eugeniusz Kazimirowski
Eugeniusz Kazimirowski, né le 11 novembre 1873 à Wygnanka en Podolie et mort le 23 septembre 1939 à Białystok en Pologne, est un artiste peintre polonais, connu pour son tableau de la Miséricorde divine, selon les indications de sainte Faustine Kowalska, une religieuse polonaise mystique.

## Biographie
Eugeniusz Kazimirowski, fils d’August et de Maria Kossakowska, fréquenta plusieurs écoles de Beaux-Arts européennes, en Pologne, Allemagne, France et en Italie. De retour à Cracovie en 1898-1899, il étudia à l’Académie des Beaux-Arts sous la direction de Leon Wyczółkowski et en 1898, il exposa une première fois un tableau intitulé, Étude d’un moine. À partir de 1904 ses œuvres furent exposées à Cracovie et à Varsovie. Par la suite il exposa dans les villes de Vilnius et Białystok. Il s'installa à Cracovie. Entre autres il fit des travaux de peinture polychrome dans les églises et fut connu pour ses paysages et portraits. Il fut engagé par la famille Lednicki de Borek en 1910 pour un projet de portraits, de Józef Piłsudski, Jan Henryk Dąbrowski, et de peintures sur un thème religieux. En 1914, il séjourna à Washington.  En 1915 il fut nommé professeur à l’École des Enseignants et Scénographe au Grand Théâtre et au Théâtre Polonais de Vilnius. Il fut membre de la société des artistes peintres de Vilnius et de la Société des artistes peintres indépendants.
En 1934, à la demande du père Michał Sopoćko, il peignit le premier tableau de Jésus Miséricordieux, appelé aussi icône de la Miséricorde divine selon les indications de sainte Faustine - qui trouva le tableau moins beau que sa vision du Christ. Le tableau assura néanmoins la renommée de Kazimirowski.
En 1936 il s'installa à Białystok où il s'occupa du tourisme. Une majeure partie de son œuvre disparut pendant la Deuxième Guerre mondiale à part quelques tableaux conservés à Vilnius. Une exposition lui fut consacrée au Musée de Białystok, Muzeum Podlaskie. Il est mort à Białystok en 1939.

## Œuvres

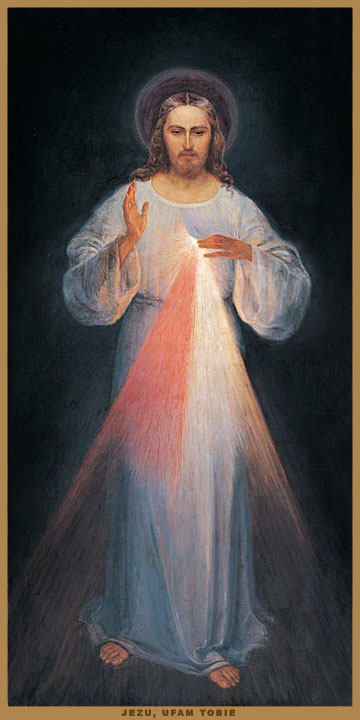
Le Roi de la Miséricorde Divine

- Prisonniers de Guerre russe
- Tour de Gedymin, Portrait de Femme
- Bouquet de fleurs